# آلتامونت (یوتا)
آلتامونت (به انگلیسی: Altamont) شهری در ایالت یوتا کشور ایالات متحده آمریکا است که جمعیت آن در سرشماری سال ۲۰۱۰ میلادی، ۲۲۵ نفر بوده‌است.